# Chondrosoma fiduciaria
Chondrosoma fiduciaria är en fjärilsart som beskrevs av Arthur Anker 1854. Chondrosoma fiduciaria ingår i släktet Chondrosoma och familjen mätare. Inga underarter finns listade i Catalogue of Life.